# Rainer Hasler
Rainer Hasler (ur. 2 lipca 1958 w Vaduz, zm. 29 października 2014) – liechtensteiński piłkarz, grający na pozycji obrońcy.

## Kariera piłkarska
Hasler przygodę z futbolem rozpoczął w 1976 w Grasshopper Club. Będąc częścią zespołu zdobył mistrzostwo Szwajcarii w sezonie 1977/78. Po tym sezonie przeniósł się klubu z rodzinnego miasta, FC Vaduz, jednak już rok później dołączył do Neuchâtel Xamax. Przez 4 lata gry w Xamax 101 razy wybiegał na boiska Nationalligi A, strzelając 4 bramki.
W 1983 został piłkarzem Servette FC. Wraz z popularnymi Granatowymi sięgnął po drugie w swojej karierze mistrzostwo Szwajcarii w sezonie 1984/85. Wygrał także Puchar Szwajcarii w sezonie 1983/84, a także wystąpił w dwóch przegranych finałach tych rozgrywek w sezonach 1985/86 i 1986/87. 
Podczas 6 lat gry dla Servette zagrał w 186 meczach, w których zdobył 2 bramki. W 1989 zakończył karierę piłkarską. Rezygnując z futbolu w wieku 31 lat, nie doczekał tym samym debiutu reprezentacji Liechtensteinu w oficjalnej rywalizacji międzypaństwowej, co nastąpiło w ramach eliminacji do Mistrzostw Europy 1996.
W 2003 roku został uznany najlepszym piłkarzem 50-lecia Liechtensteinu z okazji jubileuszu UEFA.
| Sezon   | Klub             | Kraj          | Rozgrywki      | Mecze | Bramki |
| ------- | ---------------- | ------------- | -------------- | ----- | ------ |
| 1976/77 | Grasshopper Club | Szwajcaria    | Nationalliga A |       |        |
| 1977/78 | Grasshopper Club | Szwajcaria    | Nationalliga A |       |        |
| 1978/79 | FC Vaduz         | Liechtenstein |                |       |        |
| 1979/80 | Neuchâtel Xamax  | Szwajcaria    | Nationalliga A | 17    | 0      |
| 1980/81 | Neuchâtel Xamax  | Szwajcaria    | Nationalliga A | 24    | 1      |
| 1981/82 | Neuchâtel Xamax  | Szwajcaria    | Nationalliga A | 30    | 1      |
| 1982/83 | Neuchâtel Xamax  | Szwajcaria    | Nationalliga A | 30    | 2      |
| 1983/84 | Servette FC      | Szwajcaria    | Nationalliga A | 31    | 0      |
| 1984/85 | Servette FC      | Szwajcaria    | Nationalliga A | 30    | 0      |
| 1985/86 | Servette FC      | Szwajcaria    | Nationalliga A | 28    | 0      |
| 1986/87 | Servette FC      | Szwajcaria    | Nationalliga A | 28    | 2      |
| 1987/88 | Servette FC      | Szwajcaria    | Nationalliga A | 34    | 0      |
| 1988/89 | Servette FC      | Szwajcaria    | Nationalliga A | 36    | 0      |

## Sukcesy
Grasshoppers
- Mistrzostwo Szwajcarii (1): 1977/78

Servette
- Mistrzostwo Szwajcarii (1): 1984/85
- Puchar Szwajcarii (1): 1983/84
- Finał Pucharu Szwajcarii (2): 1985/86, 1986/87